# Ajuntament de la Torre de Cabdella
L'Ajuntament és una obra de la Torre de Cabdella (Pallars Jussà) inclosa a l'Inventari del Patrimoni Arquitectònic de Catalunya.

## Descripció
L'edifici està situat a l'entrada del poble.
L'edifici és exempt de tres plantes cobert a quatre aigües amb teulada de pissarra. Sota coberta les obertures són ulls de bou. La resta d'obertures estan emmarcades amb un entaulament classicista de decoració molt austera. Sobre la porta d'accés hi ha inscrita la data 1918.